# 發現灣
發現灣（英語：Discovery Sound）是南極洲的海灣，位於帕默群島地區，處於蓋普拉特島和布里格斯半島之間的昂韋爾島東北面，寬1公里，由德國探險隊發現，現時由南極條約體系管理。